# Zghira
Zghira  (in arabo ازغيرة‎?) è un centro abitato e comune rurale del Marocco situato nella provincia di Ouezzane, regione di Tangeri-Tetouan-Al Hoceima. Conta una popolazione di 15 503 abitanti (censimento 2014).